# Тленсерух
Тленсеру́х, Кенсеру́х, Кессе́р (авар. Кьенсеру́хъ) — историческая и географическая область в центральном высокогорном Дагестане, одна из областей расселения аварцев.

## География и население
Тленсерух расположен в среднем и верхнем течении одноимённой реки. Территориально с востока ограничена хребтом Шалиб, с запада естественной границей служит хребет Нукатль. Занимает большую часть современного Чародинского района Дагестана. Область включает в себя 13 сёл, с традиционным центром в Ирибе. Население Тленсеруха моноэтничное и моноконфессиональное. Его населяют аварцы, исповедующие ислам суннитского толка. Разговаривают местные аварцы на кесерском диалекте аварского языка.

## История

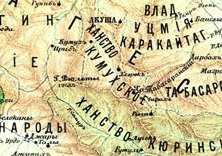
Ириб на карте Кавказского края

Процесс компактного проживания начал происходить ещё в XI—XII веках, после распада средневекого государства Сарир. До XIX века Тленсерух представлял собой вольное общество. На севере общество граничило с Андалалом, на востоке с Карахским вольным обществом и Казикумухским ханством, на юге Тленсерух соседничал с обществом Анкратль. Руководство обществом осуществляли выборные кадии, духовная власть принадлежала дибирам. Как и во многих других обществах, все важные вопросы решались на сельском сходе.
На территории Кессера действовали свои писанные законы. Так, если одно село нападет на другое, то с него взыскивались 30 овец. С человека укравшего с пастбища что-либо, независимо от целей — 5 овец и возвращение украденного. С человека присвоившего себе что-либо с горы Гочота (земли Кессера в долине реки Самур) — будь то скот или что-нибудь другое — возвращение присвоенного и штраф — 50 овец. За разжигание вражды предусматривался штраф в размере 100 овец. За отрезание хвоста у коня, кобылы или мула — 10 овец хозяину животного, 1 бык вольному обществу. То есть основным видом наказания был штраф, который применялся с целью компенсации причиненного ущерба и дальнейшего недопущения правонарушения.
В XVII—XVIII веках часть жителей Тленсеруха переселилась в Джарское общество. В конце XVII века кесерцы приняли участие в освобождении Белокан от грузин. В XVIII веке участвовали в войнах с кызылбашами на стороне Джарского общества, неоднократно совершали набеги на грузин, против которых могли выставить 1000 человек.
В начале XVIII века, Газикумухский хан Сурхай Чолак, проводивший политику экспансии на запад, вторгся в Тленсерухское общество. Захватив аул Рис-ор, жители которого бежали в крепость Ириб, Сурхай решил овладеть столицей общества. Однако на перевале между селом Косрода и местечком Маълиб, принадлежащим селу Ириб, он был разбит и вынужден уйти в свои владения.
В сентябре 1741 года, кенсерухцы, возглавляемые горским предводителем Хамдалатом, участвуют в разгроме Надир-шаха в Андалале. В эпической песне о разгроме Надир-шаха говорится:

Когда очень туго андалалцам пришлось,

Хамдалат ушёл за подмогой в сторону Бис-ор

Попросить помощи из общества Тленсер,

А Муртазаали в сторону Хунзаха ушёл,

Чтобы привести в Хициб хунзахскую рать.
Из этих строк видно, насколько тяжела была ситуация, если такие воины, как Хамдалат и Муртазали, должны были покинуть поле битвы и идти за помощью. К пятому дню сражения персидские войска перешли реку Цамтиор, и отогнали андалалцев к их центру — аулу Согратль. В тот же день пришла подмога из Тленсеруха и Хунзаха, после чего, спустя некоторое время, аварцы вынудили персов бежать.
Тленсерух всегда был независимым вольным обществом. Как отмечает немецкий путешественник XVIII века Иоганн Гюльденштедт, данный «округ независим» от соседних князей, но при всем этом Уммахан Великий на его территории, в местности «Капуда» (авар. Гьапуда т.е. «у крепостных ворот») имеет «свою резиденцию».
С началом Кавказской войны общество присоединилось к движению Шамиля. Нормы Шариата постепенно вытеснили местные законы. В Ирибе была основана резиденция наиба Даниял-бека, а аул в последующем стал центром наибства. В ирибской крепости располагался крупный военный гарнизон из 550 воинов, собранных со всего Тленсеруха. Из них 300 были конные и 250 пешие.
После завершения Кавказской войны на территории Кессера был образован Тленсерухский участок, включенный в Гунибский округ.
Согласно «Ведомостям о численности народонаселения Кавказа и степени их покорности царскому правительству», к 1833 году численность населения Тленсеруха составило 5 тысяч человек. Кесерцы в согласно этому документу «имеют своё управление и совершенно непокорны; племена сии нам мало известны». Перепись 1886 года насчитала в Тленсерухском наибстве 10177 человек.
Последним наибом Тлесенруха был Лачуев - в 1909-17 гг. 
В 1929 году путём слияния Тленсеруха и восточной части Карахского участка был создан Чародинский район.